# Stade Pakhtakor Markaziy
Le stade Pakhtakor Markaziy (en ouzbek : Paxtakor Markaziy Stadioni) est un stade multi-sport situé à Tachkent, en Ouzbékistan. Utilisé actuellement pour le football, il possède une capacité de 35 000 places. 
Il accueille les matchs du Pakhtakor Tachkent, ainsi que de l'équipe nationale.

## Histoire
Construit pendant la période soviétique, en 1956, il fut rénové en 1996 et 2008.